# Polistes koshunensis
Polistes koshunensis är en getingart som beskrevs av Jinhaku Sonan 1938. Polistes koshunensis ingår i släktet pappersgetingar, och familjen getingar. Inga underarter finns listade i Catalogue of Life.